# Айя (Ханья)
Айя (Агия, греч. Αγιά) — деревня в Греции, на северо-западе Крита. Расположена на высоте 50 м над уровнем моря, в 9 км к юго-западу от города Ханья. Население 426 человек.
Севернее деревни находится водохранилище Айя, которое входит с сеть природоохранных зон «Натура 2000».

## История
В средневизантийский период в Айю была перенесена кафедра Кидонийской епархии. В деревне сохранились руины кафедрального собора Пресвятой Богородицы XI—XII вв., построенного на руинах базилики V—VI вв. После того, как Кидония в 1210 году перешла к венецианцам, православная кафедра в Айе была занята католическим епископом и называлась Агиенской (лат. Agiensis). Затем кафедра была перемещена в Канеа.

## Сообщество Айя
Сообщество Айя (Κοινότητα Αγιάς) создано в 1946 году (ΦΕΚ 312Α). В сообщество входит три населённых пункта. Население 590 человек по переписи 2011 года. Площадь 7,784 квадратных километров.
| Населённый пункт | Население (2011), человек |
| ---------------- | ------------------------- |
| Айя              | 426                       |
| Киртомадос       | 120                       |
| Эпископи         | 44                        |

## Население
| Год  | Население, человек |
| ---- | ------------------ |
| 1991 | 282                |
| 2001 | 376                |
| 2011 | ↗ 426              |